# James Jesus Angleton
James Jesus Angleton, född  9 december 1917 i Boise, Idaho, död 11 maj 1987 i Washington D.C., var en amerikansk ämbetsman och chef för CIA:s kontraspionage (CI) från 1954 till 1975. Hans officiella position inom CIA var "Associate Deputy Director of Operations for Counterintelligence (ADDOCI)". Angleton var allmänt ansedd som en av USA:s mäktigaste män under 50-, 60- och 70-talen. Angleton verkade inom CIA under sex chefer, bl.a. Walter Bedell Smith, Allen W. Dulles och Richard Helms.

## Biografi
James Angleton föddes i Boise, Idaho, som son till James Hugh Angleton och Carmen Mercedes Moreno. Hans föräldrar träffades i Mexiko när hans far var kavalleriofficer under general John Pershing. Efter första världskriget flyttade familjen till Milano i Italien och fadern tog över det förlustdrabbade kassaapparatsföretaget NCR. Angleton studerade sedan vid Malvern College i England och från 1937 vid Yale University i USA, samtidigt som han tillbringade somrarna med sin familj i Italien. Angleton påbörjade studier vid Harvard Law School men tog ingen examen därifrån.
Under andra världskriget rekryterades Angleton till Office of Strategic Services (OSS), föregångaren till CIA, och arbetade under kriget i London, där han lärde känna och blev god vän med Kim Philby, och Italien. Efter krigsslutet 1945 stannade Angleton i Italien under ett par år, innan han återvände till USA. Där specialiserade han sig på att studera den sovjetiska underrättelsetjänsten KGB, och fick 1954 i uppdrag av dåvarande CIA-chefen Allen W. Dulles att upprätta CIA:s första kontraspionage, CI. Han var sedermera chef för CI tills 1975, då han tvingades avgå av CIA-chefen William E. Colby.
Angleton avled i lungcancer 1987, och begravdes i sin hemstad Boise.